# Social Cues
Social Cues è il quinto album in studio del gruppo rock statunitense Cage the Elephant. Annunciato il 31 gennaio 2019, l'album è stato pubblicato il 19 aprile 2019.
Il 26 novembre 2018, la band ha annunciato su Twitter che il loro nuovo album era Completato. Il 31 gennaio 2019 la band ha ufficialmente pubblicato Ready to Let Go, il primo singolo estratto dal loro nuovo album, Social Cues, che è uscito il 19 aprile tramite RCA Records.

## Tracce
1. Broken Boy – 2:43
2. Social Cues – 3:39
3. Black Madonna – 3:47
4. Night Running (feat. Beck) – 3:28
5. Skin and Bones – 3:16
6. Ready to Let Go – 3:08
7. House of Glass – 2:35
8. Love's the Only Way – 4:01
9. The War Is Over – 3:16
10. Dance Dance – 3:10
11. What I'm Becoming – 3:50
12. Tokyo Smoke – 3:26
13. Goodbye – 4:16